# Appendicula biumbonata
Appendicula biumbonata är en orkidéart som beskrevs av Rudolf Schlechter. Appendicula biumbonata ingår i släktet Appendicula och familjen orkidéer.

## Underarter
Arten delas in i följande underarter:
- A. b. biumbonata
- A. b. exappendiculata